# Antillocladius ultimus
Antillocladius ultimus är en tvåvingeart som beskrevs av Mendes och Andersen 2008. Antillocladius ultimus ingår i släktet Antillocladius och familjen fjädermyggor. Inga underarter finns listade i Catalogue of Life.